# Challenger de Lisboa 2024
El torneo Lisboa Belém Open 2024, denominado por razones de patrocinio Del Monte Lisboa Belém Open fue un torneo de tenis perteneció al ATP Challenger Tour 2024 en la categoría Challenger 100. Se trató de la 8ª edición; el torneo tuvo lugar en la ciudad de Lisboa (Portugal), desde el 23 hasta el 29 de septiembre de 2024 sobre pista de tierra batida al aire libre.

## Jugadores participantes del cuadro de individuales
| Preclasificado | País                  | Jugador                | Rank1 | Posición en el torneo |
| 1              | Bandera de Brasil     | Thiago Monteiro        | 76    | Baja                  |
| 2              | Bandera de Alemania   | Daniel Altmaier        | 83    | Primera ronda         |
| 3              | Bandera de Brasil     | Thiago Seyboth Wild    | 96    | Primera ronda         |
| 4              | Bandera de Argentina  | Thiago Agustín Tirante | 99    | Cuartos de final      |
| 5              | Bandera de Eslovaquia | Jozef Kovalík          | 117   | Segunda ronda         |
| 6              | Bandera de Serbia     | Laslo Djere            | 119   | Baja                  |
| 7              | Bandera de Suiza      | Alexander Ritschard    | 123   | CAMPEÓN               |
| 8              | Bandera de Colombia   | Daniel Elahi Galán     | 130   | Primera ronda         |
| 9              | Bandera de Italia     | Andrea Pellegrino      | 144   | Primera ronda         |

- 1 Se ha tomado en cuenta el ranking del 16 de septiembre de 2024.

### Otros participantes
Los siguientes jugadores recibieron una invitación (wild card), por lo tanto ingresan directamente al cuadro principal (WC):
- Gastão Elias
- Frederico Ferreira Silva
- Duarte Vale

Los siguientes jugadores ingresan al cuadro principal tras disputar el cuadro clasificatorio (Q):
- Enrico Dalla Valle
- Giovanni Fonio
- Martin Kližan
- Dennis Novak
- Daniel Rincón
- Clément Tabur

## Campeones

### Individual Masculino
- Alexander Ritschard derrotó en la final a  Raphaël Collignon por 6–3, 6–7(3), 6–3

### Dobles Masculino
- Romain Arneodo /  Théo Arribagé derrotaron en la final a  George Goldhoff /  Fernando Romboli por